# نورت ریور میلز (ویرجینیای غربی)
نورت ریور میلز (به انگلیسی: North River Mills) یک منطقهٔ مسکونی در ایالات متحده آمریکا است که در شهرستان همپشر، ویرجینیای غربی واقع شده‌است. نورت ریور میلز ۲۴۸ متر بالاتر از سطح دریا واقع شده‌است.